# Afantasi
Afantasi är ett neurologiskt tillstånd där man inte kan visualisera bilder. Fenomenet beskrevs för första gången 1880 av Francis Galton och vidare under 2000-talet av främst professor Adam Zeman, men studier på ämnet är fortfarande få.

## Historia
Termen Afantasi började användas först 2015, av Prof. Adam Zeman och dennes kollegor vid University of Exeter i Storbritannien, men Galton själv beskriver fenomenet i sin vetenskapliga artikel "Statistics of Mental Imagery". Där förklarar han bland annat hur han bad sina kollegor att visualisera sina frukostbord, varpå han kunde dra slutsatser kring deras förmåga att beskriva en bild ur minnet. Galton forskade ytterligare på afantasi under hela sin livstid, och fastställde några intressanta aspekter av tillståndet. Bland annat visade han hur personer som identifierade sig med att sakna förmågan att visualisera mentala bilder ändå ofta uppvisade en tendens att kunna ge detaljrika beskrivningar av saker de sett och upplevt.
I april 2016 gick Blake Ross, medskapare till webbläsaren Firefox, ut med att han haft afantasi i hela sitt liv, mot sin vetskap. Ross inlägg delades på många nyhets- och sociala medieplattformar, och kunskaper om tillståndet spreds snabbt. "Jag trodde att 'räkna får' var en metafor", skrev Ross.

## Tillstånd
Vad som orsakar afantasi är idag inte känt. Många föds utan förmågan att frammana mentala representationer, men det finns även rapporterade fall där tillståndet utvecklats efter en operation, stroke, eller andra händelser som påverkat individen psykologiskt. Dock verkar oförmågan att medvetet visualisera bilder inte påverka omedvetna drömmar; åtskilliga personer med afantasi hävdar att de kan se levande, tydliga drömscenarion framför sig, och i vissa fall även uppnå klardrömmande. Vissa individer som utvecklat afantasi senare i livet rapporterar även att de visuella minnen som de en gång hade fortfarande kan nås i till exempel drömmar; det är förmågan att medvetet frammana dessa som gått förlorad.
Forskning inom fenomenologi indikerar att tillståndet afantasi kan infinna sig hos vem som helst, hur hälsosam en person än är i övrigt.
Utifrån existerande forskning verkar afantasi inte påverka livskvalitén hos individer på ett signifikant sätt. Tillståndet har inte bevisats orsaka smärta, obehag eller kognitiva nedsättningar. Dock rapporterar personer med afantasi en sorg över att sakna möjligheten att visuellt minnas vissa upplevelser, eller utseendet hos bortgångna anhöriga. Dessutom kan afantasi påverka inlärningsförmågan, de som lider av tillståndet kan därför behöva specialanpassa exempelvis sina studietekniker.
Värt att notera är att många av dagens undersökningar på afantasi grundar sig i subjektiva rapporter. Detta medför en osäkerhet kring tillståndet och vetenskapsmän ställer frågan huruvida vissa individer verkligen inte kan visualisera bilder, eller om de saknar fungerande metakognition. Studier på ämnet anser det troligt att afantasi inte är kopplat till brister i metakognitionen, men att befinnandet påverkar andra områden inom visuell kognition, såsom arbetsminne.

## Förekomst
Det uppskattas att 2–3 procent av den globala befolkningen har afantasi till en viss grad. Denna statistik är endast en uppskattning, då en allmän definition för tillståndet fortfarande inte är etablerad. Dessutom är siffran troligtvis betydligt högre, med tanke på att många är omedvetna om tillståndets existens överhuvudtaget.

## The Aphantasia Network
I samarbete med Prof. Zeman grundade Tom Ebeyer och Jennifer McDougall i maj 2018 ett nätverk för individer med afantasi: The Aphantasia Network. Nätverket ämnar sammanföra individer som lider av tillståndet, och dela fakta, berättelser samt strategier för att överkomma svårigheter som uppkommer i samband med diagnosen.